# Diamonds and Pearls Video Collection
Diamonds and Pearls Video Collection è una collezione di video musicali compilati per accompagnare e promuovere ulteriormente l'album di Prince Diamonds and Pearls. La collezione è stato originariamente pubblicata sul formato VHS il 6 ottobre del 1992, e infine, in DVD il 22 agosto 2006 (la stessa data di uscita, dell'ultimo album da collezione del cantante Ultimate). La collezione contiene video per la maggior parte delle canzoni dell'album, con l'eccezione di "Daddy Pop", "Walk, Don't Walk" and "Push". Due brani contenuti che non erano nell'album sono stati "Call the Law", che era una B-side del singolo "Money Don't Matter 2 Night" e "Dr. Feelgood", una cover. Quattro delle clip erano concerti dal vivo: "Thunder", "Dr. Feelgood", "Jughead" e "Live 4 Love". L'uscita del DVD non contiene nessun extra della versione VHS.

## Tracce
1. "Gett Off" (regia di Randee St. Nicholas)
2. "Cream" (regia di Rebecca Blake)
3. "Diamonds and Pearls" (regia di Scott McCullough)
4. "Call the Law" (regia di Scott McCullough)
5. "Willing and Able" (regia di Larry Fong)
6. "Insatiable" (regia di Randee St. Nicholas)
7. "Strollin'" (regia di Scott McCullough)
8. "Money Don't Matter 2 Night" (regia di Spike Lee)
9. "Thunder" (live)
10. "Dr. Feelgood" (live)
11. "Jughead" (live)
12. "Live 4 Love" (live)